# Linea Tōzai (metropolitana di Kyoto)
La linea Tōzai (東西線?, Tōzai-sen), o linea T, è una delle due linee della metropolitana di Kyoto, gestita dall'operatore Kyōto City Transportation Bureau a Kyōto, nella prefettura omonima, in Giappone. È contrassegnata dal colore arancione e le sue stazioni sono indicate con una "T" seguita da un numero. La linea scorre da est a ovest, e da qui il nome Tōzai.

## Fermate
| Numero | Nome stazione inglese                      | Nome stazione giapponese          | Distanza intermedia | Distanza totale | Colore stazione                | Collegamenti | Posizione      | Posizione |
| ------ | ------------------------------------------ | --------------------------------- | ------------------- | --------------- | ------------------------------ | --- | -------------- | --------- |
| T01    | Rokujizō Rokujizō Sōgō Hospital mae        | 六地蔵 六地蔵総合病院前           | -                   | 0.0             | Wasurenagusa-iro (Myosotis)    | West Japan Railway Company: Linea Nara ■ Ferrovie Keihan: Linea Uji                                                                                        | Uji            | Uji       |
| T02    | Ishida                                     | 石田                              | 1.1                 | 1.1             | Aijiro (White indigofera)      | | Fushimi-ku     | Kyoto     |
| T03    | Daigo                                      | 醍醐                              | 1.3                 | 2.4             | Sakura-iro (Fiore di ciliegio) | | Fushimi-ku     | Kyoto     |
| T04    | Ono                                        | 小野                              | 1.2                 | 3.6             | Kōbai-iro (Ume rosso)          | | Yamashina-ku   | Kyoto     |
| T05    | Nagitsuji                                  | 椥辻                              | 1.3                 | 4.9             | Kosumosu-iro (Cosmos)          | | Yamashina-ku   | Kyoto     |
| T06    | Higashino                                  | 東野                              | 1.0                 | 5.9             | Fuji-iro (Wisteria)            | | Yamashina-ku   | Kyoto     |
| T07    | Yamashina Rakuwakai Yamashina Hospital mae | 山科 洛和会山科病院前             | 1.1                 | 7.0             | Fuji Murasaki (Glicine)        | West Japan Railway Company: Linea principale Tōkaidō (Linea Biwako), Linea Kosei ■ Ferrovie Keihan: Linea Keishin (presso la Stazione di Keihan Yamashina) | Yamashina-ku   | Kyoto     |
| T08    | Misasagi                                   | 御陵                              | 1.7                 | 8.7             | Kikyō-iro (Campana cinese)     | ■ Ferrovie Keihan: Linea Keishin (Through service) | Yamashina-ku   | Kyoto     |
| T09    | Keage Westin Miyako Hotel Kyōto mae        | 蹴上 ウェスティン都ホテル京都前   | 1.8                 | 10.5            | Sumire-iro (Viola)             | | Higashiyama-ku | Kyoto     |
| T10    | Higashiyama Miyako Messe mae               | 東山 みやこめっせ前               | 1.0                 | 11.5            | Ayame-iro (Iris)               | | Higashiyama-ku | Kyoto     |
| T11    | Sanjō Keihan                               | 三条京阪                          | 0.6                 | 12.1            | Botan-iro (Paeonia)            | ■ Ferrovie Keihan: Linea principale Keihan, Linea Ōtō (presso la Stazione di Sanjō)                                                                        | Higashiyama-ku | Kyoto     |
| T12    | Kyōto Shiyakusho-mae Zest Oike mae         | 京都市役所前 ゼスト御池前         | 0.5                 | 12.6            | Karakurenai (Cremisi)          | | Nakagyō-ku     | Kyoto     |
| T13    | Karasuma-Oike Adachi Hospital mae          | 烏丸御池 足立病院前               | 0.9                 | 13.5            | Shu-iro (Vermiglione)          | Metropolitana di Kyōto: Linea Karasuma (K08) | Nakagyō-ku     | Kyoto     |
| T14    | Nijōjō-mae                                 | 二条城前                          | 0.8                 | 14.3            | Kaki-iro (Diospyros kaki)      | | Nakagyō-ku     | Kyoto     |
| T15    | Nijō Bukkyō University Nijō Campus mae     | 二条 佛教大学二条キャンパス前     | 0.8                 | 15.1            | Yamabuki-iro (Trollius)        | West Japan Railway Company: Linea principale San'in (Linea Sagano)                                                                                         | Nakagyō-ku     | Kyoto     |
| T16    | Nishiōji Oike Shimadzu seisakusho mae      | 西大路御池 島津製作所前           | 1.1                 | 16.2            | Himawari-iro (Girasole)        | | Nakagyō-ku     | Kyoto     |
| T17    | Uzumasa Tenjingawa Tamai naika Clinic mae  | 太秦天神川 たまい内科クリニック前 | 1.3                 | 17.5            | Remon-iro (Limone)             | Keifuku Electric Railroad: Linea principale Arashiyama (presso la Stazione di Randen Tenjingawa)                                                           | Ukyō-ku        | Kyoto     |